# Leimbach (Stadt Zürich)
Leimbach ist ein Quartier der Stadt Zürich und liegt am Fuss des Uetlibergs im Sihltal. Die ehemals selbständige Gemeinde Enge wurde 1893 eingemeindet und brachte die zu ihr gehörenden Weiler Unterleimbach und Mittelleimbach mit in die Stadt ein, die seitdem als Leimbach zusammengefasst werden. Zusammen mit Enge und Wollishofen bilden sie den Kreis 2. Ihr Mundartname: Läibach.

## Wappen
Blasonierung
In Rot zwei gekreuzte silberne Hafnerspachtel, überhöht von einer goldnen Kugel

## Geschichte
Leimbach wurde urkundlich erstmals in den Jahren 942 und 948 erwähnt. Kirchlich war Leimbach zweigeteilt: Die Kapelle St. Aegidius (Gilg) war eine Filialkirche von St. Peter (Zürich), Oberleimbach gehörte dagegen bereits im Mittelalter kirchlich zu Adliswil. 1440 gehörte Leimbach urkundlich zu Manegg. Das Kirchenpatronat lag wohl bei den Manesse, da die Kapelle auf ihrem Grund stand und 1314 von ihnen mit Liegenschaften, Grundzinsen in Stäfa und Leimbach ausgestattet wurde, diese mit der Erlaubnis der Äbtissin Elisabeth von Matzingen vom Fraumünster. 1400 verkaufte die Witwe des Juden Hirzlin Vislin die Veste Manegg mitsamt dem Kirchensatz der Kapelle an die Zisterzienserinnen in der Selnau. 1497 war die Kapelle baufällig. Sie besass einen polygonalen Chor mit einem Sakramentshäuschen von 1504. In der Reformation wurde die Kapelle teilweise zerstört, die Reste der Kapelle wurden 1504 vom Spital in Zürich an Private verkauft. Bis 1865 erhielt sich Gemäuer der Kapelle auf einem Hügel oberhalb des Dorfes Leimbach. Das dortige Bauernhaus hiess deshalb zu Sankt Gilgen.

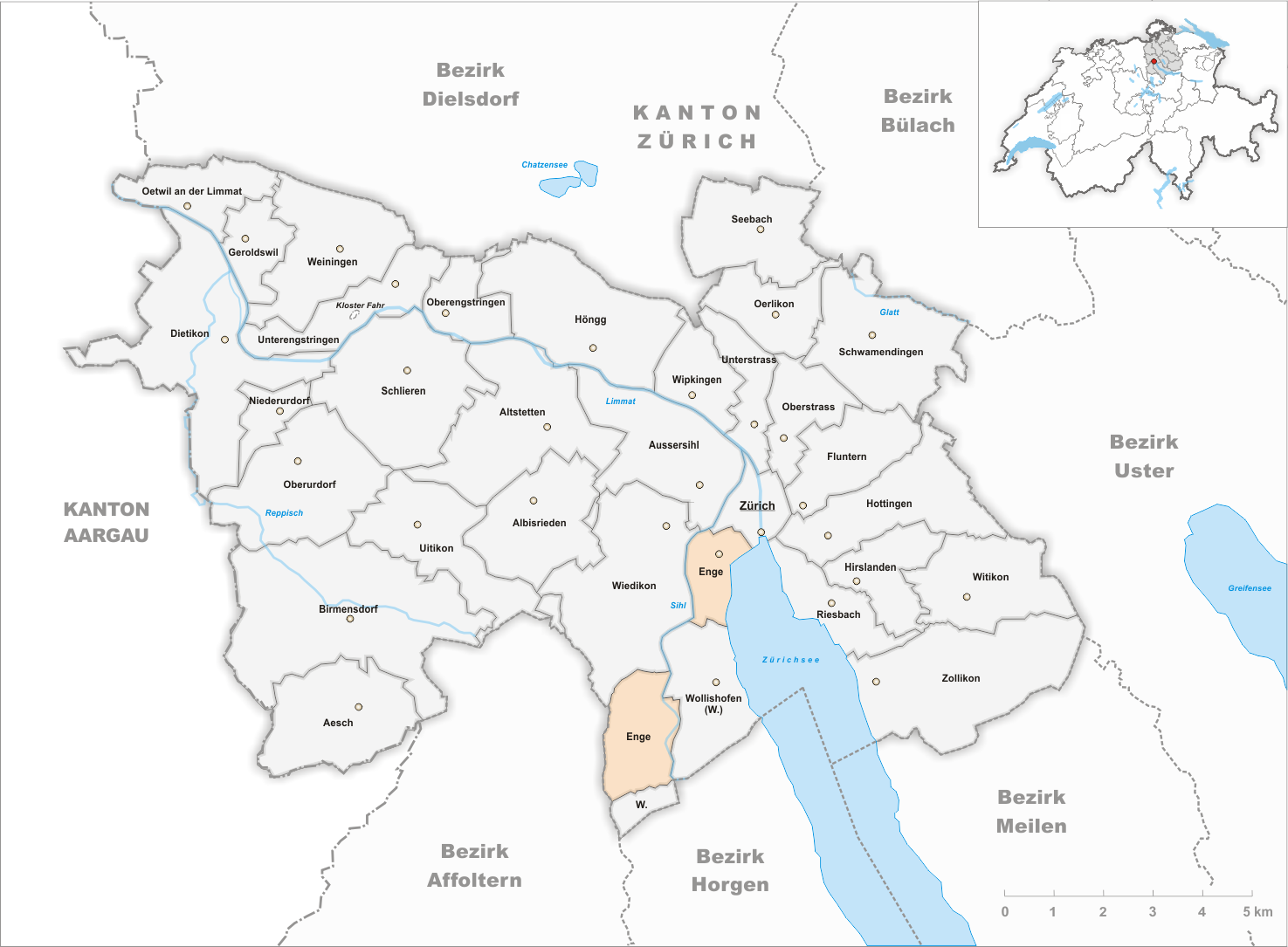
Die Gemeinde Enge innerhalb des Bezirks Zürich vor der Fusion 1893

Anfang des frühen 19. Jahrhunderts bestand die Siedlung aus den Weilern Unterleimbach, Mittelleimbach und Oberleimbach sowie den Einzelhöfen Höckler, Frymannshäuser, Hüsli und Ris. Oberleimbach, das bis 1893 politisch zur Gemeinde Wollishofen gehörte, wurde bei der Eingemeindung an die Gemeinde Adliswil abgegeben. Die übrigen Lokalitäten gehörten politisch zur Gemeinde Enge und bilden den heutigen Stadtteil Leimbach.
Etwa hundert Höhenmeter oberhalb Unterleimbach liegt auf einem Molassesporn im Wald die Ruine der ehemaligen Burg Manegg des Rittergeschlechtes Manesse, deren Name bis heute wegen des von der Familie um 1300 in Auftrag gegebenen Codex Manesse bekannt ist.

Luftbild von 1962
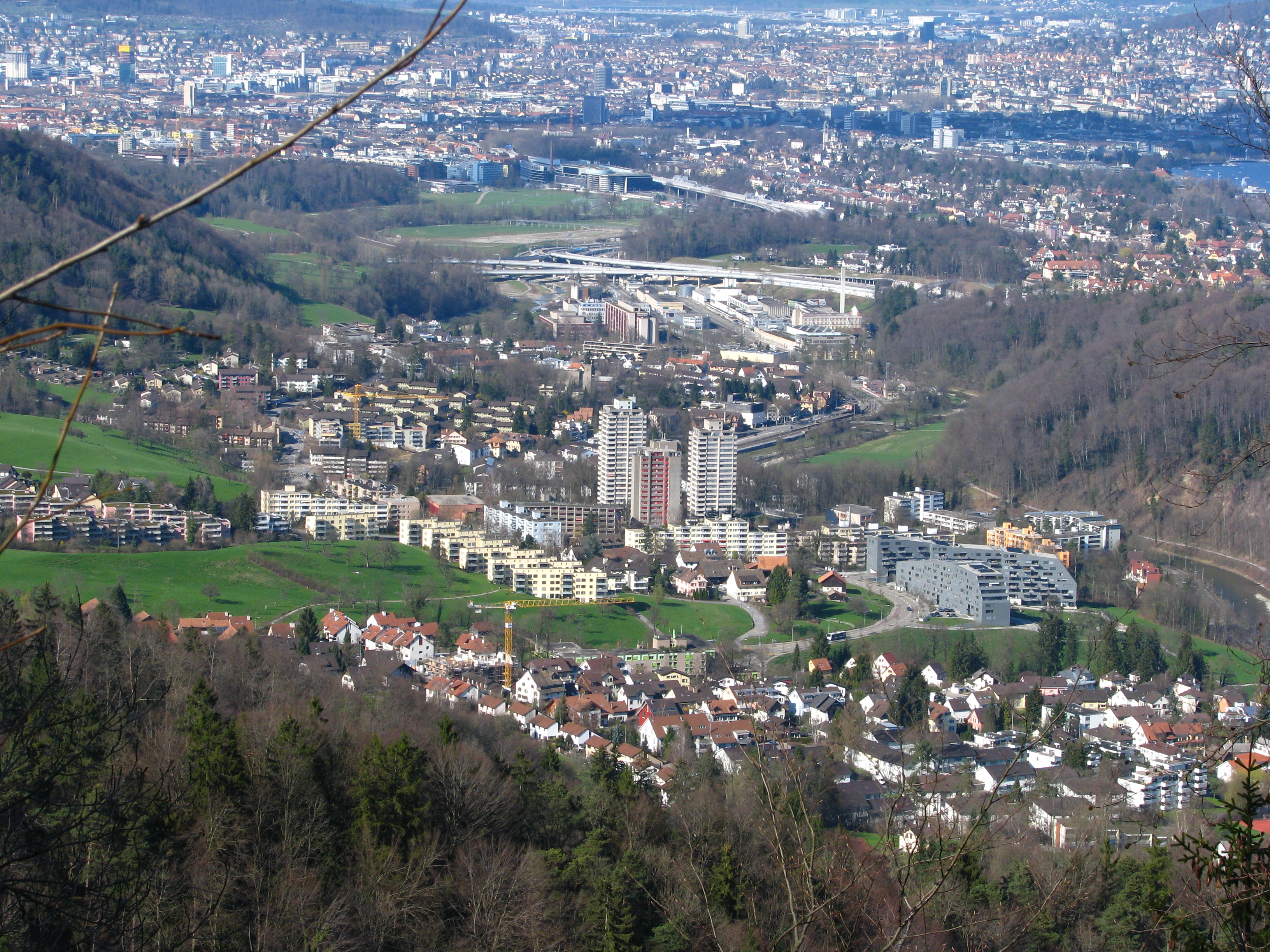
Leimbach von der Felsenegg gesehen
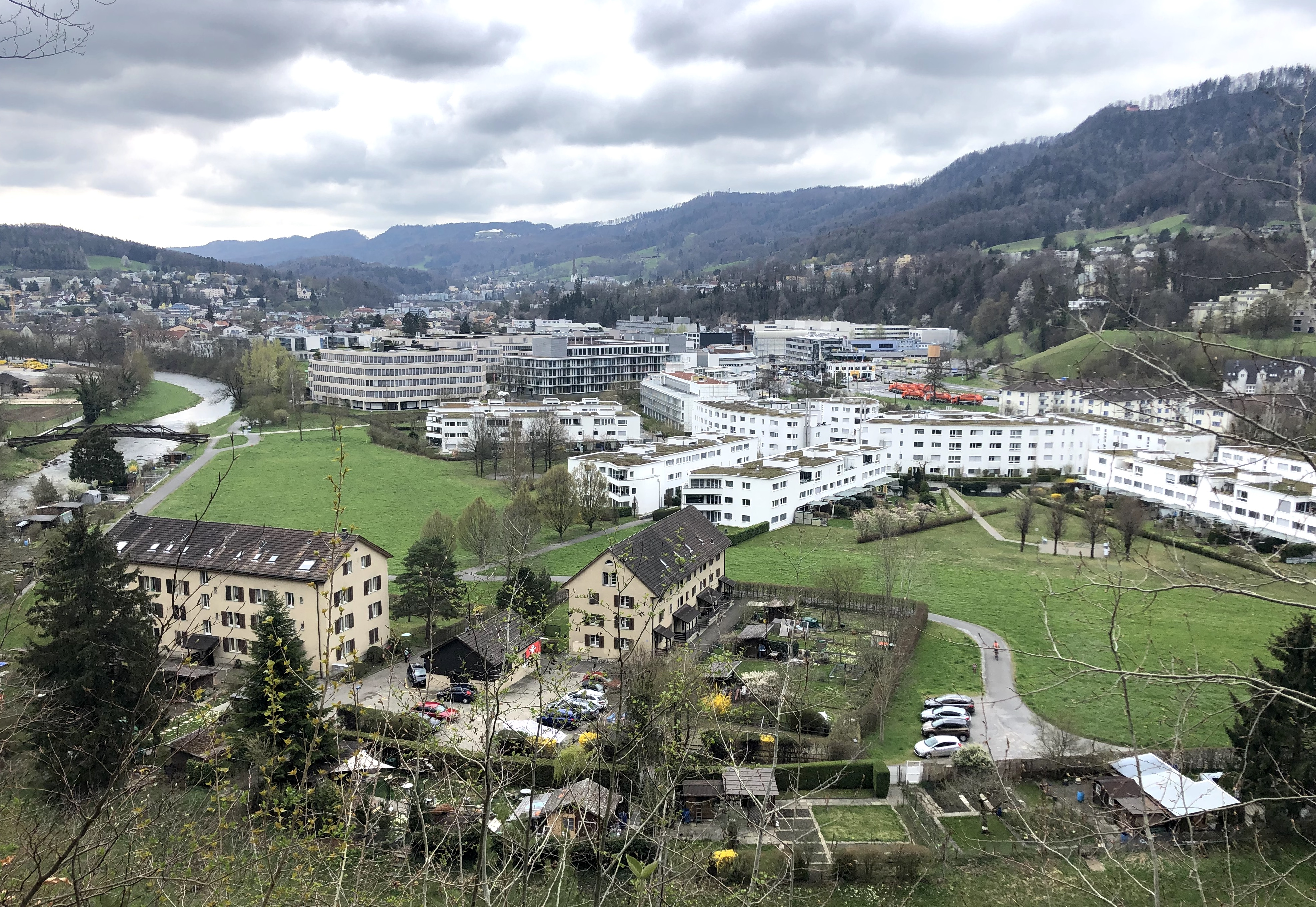
Oberleimbach Sood
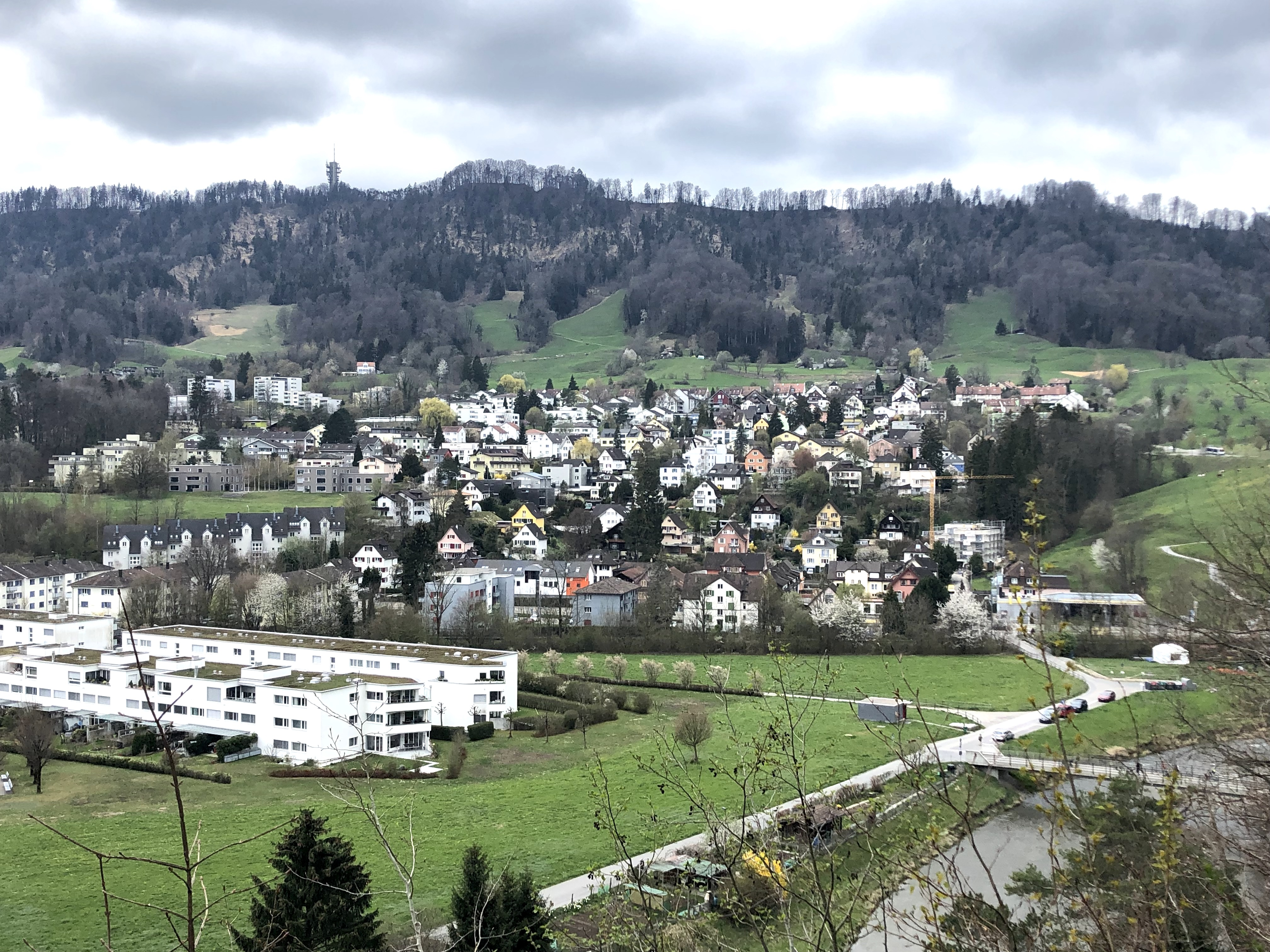
Mittelleimbach

## Bevölkerungsentwicklung des Quartiers
Quelle:Statistik & Daten: Leimbach

## Kirchen
In Leimbach gibt es zwei Kirchen:

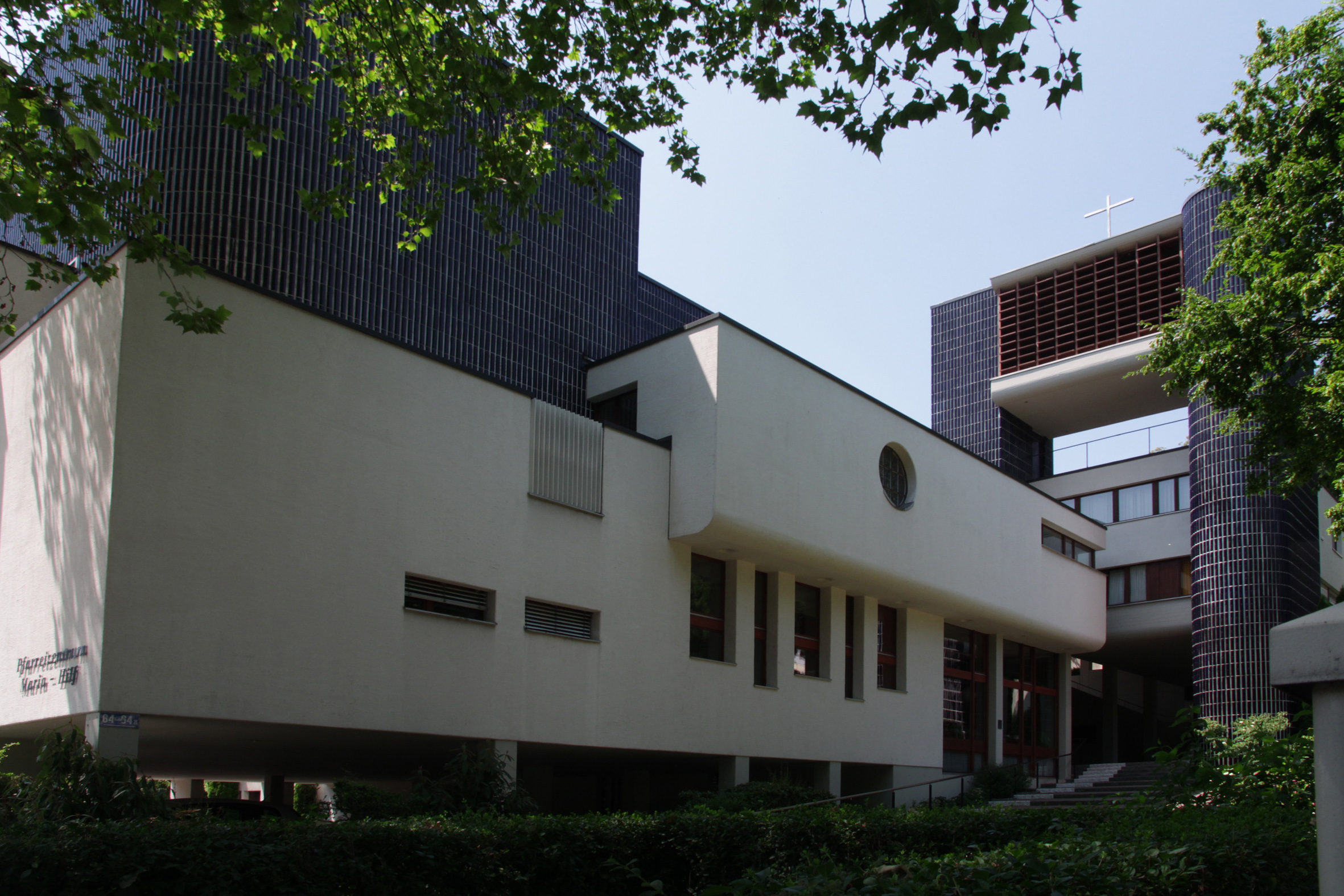
Römisch-katholische Kirche Maria Hilf

- Die Evangelisch-reformierte Kirche besitzt die Kirche Leimbach, welche eine 1899 erbaute Vorgängerkirche im Jahr 1971 ersetzte. Sie wurde vom Architekten Oskar Bitterli erbaut und besitzt Kunstwerke von Sven Knebel, Jost Kaufmann und Walter Käch.
- Die Römisch-katholische Kirche ist in Leimbach mit der Kirchgemeinde Maria Hilf vertreten. Auch ihre Kirche ersetzt eine Vorgängerkirche, deren Innenausstattung sich in der Werktagskapelle findet. Die heutige Kirche stammt aus den Jahren 1972–1974 und wurde vom Architekten Walter Moser erbaut. Sie erhielt vom Stadtrat im Jahr 1976 die Auszeichnung für gute Bauten.

## Infrastruktur
- Neben Schulhäusern für alle Altersstufen besitzt Leimbach mit der Sihltalbahn eine schnelle Anbindung an das Stadtzentrum von Zürich.
- Der Friedhof Leimbach ist der jüngste der 19 städtischen Friedhöfe; er stammt aus dem Jahr 1972.
- Die Luftseilbahn Leimbach–Mädikon auf den Albis wurde 1928 erbaut.

## Öffentlicher Verkehr
Leimbach ist an das Stadtnetz Zürich der VBZ und ans S-Bahn Netz des ZVV angebunden. 
Die Buslinie 70 verkehrt im 10-Minuten-Takt von Mittelleimbach via Bahnhof Leimbach nach Zürich, Bahnhof Wollishofen. Ab Zürich, Mittelleimbach verkehrt zu dem die Buslinie 151 nach Adliswil, Bahnhof.
Der Bahnhof Zürich Leimbach liegt an der Sihltal-Zürich-Uetliberg-Bahn-Strecke und wird im 20-Minuten-Takt von der S 4 Zürich HB – Adliswil – Langnau-Gattikon (– Sihlwald)  bedient. Am Wochenende verkehrt auch die Nacht-S-Bahn SN4 .